# Ez Gaitu Inork Geldituko
«Ez Gaitu Inork Geldituko» (en lengua vasca, Nadie Nos Detendrá) es un sencillo del álbum Aingeru del grupo Urtz.
La temática principal de la canción es la perseverancia y la lucha contra la adversidad. La canción se hizo especialmente conocida durante la pandemia de COVID-19 por ser utilizada por los sanitarios de Osakidetza.

## Información
La canción fue compuesta y escrita por Xabi Camarero y Javi Estella, al igual que todo el disco. La canción fue producida por la discográfica The Orchard (Sony Music). La temática principal de la canción es la perseverancia, la determinación, la lucha contra la adversidad y la resiliencia.
Según explicó el propio grupo Urtz, la canción fue escrita después de varios grandes cambios que sufrió el grupo de música como mensaje de perseverancia y de continuidad pese a los cambios.
En el año 2023, el Festival de Música Ura Bere Bidean 2023 eligió la canción «Ez Gaitu Inork Geldituko» para interpretarla en formato sinfónico con el acompañamiento de la Orquesta Sinfónica de Bilbao (BOS), dirigida por Fernando Velázquez.

## Letra y traducción
Nork esan du, ezinezkoa da?

 Nork onartu, hori hala dela?

 Zaila bada, ez da ezinezkoa;

 zaila bada, badago lortzea.

 Eta ibiliz ikasten bada oinez

 has gaitezen bidea egiten.

 Ez gaitu inork geldituko.

 Ez zaitu inork geldituko.

 Nork esan du, ez dago lortzerik?

 Nork esan du, ez dut gaitasunik?

 Zaila dena, zaila bada berez

 guk ohi dugu zailago egiten.

 Eta ibiliz ikasten bada oinez

 has gaitezen bidea egiten.

 Ez gaitu inork geldituko.

 Ez zaitu inork geldituko. (bis)

 Bidairik luzeena, beti,

 pauso batez hasten da.

 Ez gaitu inork geldituko.

 Ez zaitu inork geldituko. (bis)
 ¿Quién ha dicho, es imposible?

 ¿Quién ha dicho que eso es así?

 Si es difícil, no es imposible;

 si es difícil, es posible lograrlo.

 Y si andando se aprende a caminar

 empecemos a hacer camino.

 Nadie nos detendrá.

 Nadie te detendrá.

 ¿Quién ha dicho, no se puede lograr?

 ¿Quién ha dicho, no tengo capacidad?

 Si lo que es difícil, es difícil por sí mismo,

 nosotros solemos hacerlo más difícil.

 Y si andando se aprende a caminar

 empecemos a hacer camino.

 Nadie nos detendrá.

 Nadie te detendrá. (bis)

 El viaje más largo, siempre,

 comienza con un paso.

 Nadie nos detendrá

 Nadie te detendrá. (bis)